# Inundaciones de Kyushu de 2020
 El 4 de julio de 2020, en medio de la temporada de lluvias del este de Asia, las fuertes lluvias que batieron récords afectaron a las prefecturas de Kumamoto y Kagoshima en la isla de Kyushu, en el sur de Japón. Como resultado de las inundaciones y deslaves, una cifra de 56 víctimas mortales han sido confirmadas y aproximadamente una docena están desaparecidas. Catorce de las víctimas eran residentes de un hogar de ancianos en Kuma que se inundó. 

## Antecedentes
Los tifones, las tormentas y las fuertes inundaciones han afectado duramente a Japón en los años anteriores a 2020. Aparte de Hokkaido, todo el país está sujeto a la temporada de lluvias del este de Asia, conocida como Tsuyu (梅雨), durante la primera parte del verano. El terreno montañoso de Japón lo pone en riesgo de inundaciones y deslaves. Estos eventos climáticos han matado a cientos de personas, y el análisis de expertos ha declarado que el calentamiento global es una causa contribuyente.
La cuenca del río Kuma se había inundado previamente en 1965. Una de las tres correderas más importantes de Japón, el Kuma es un río clase A de 115 kilómetros (71,5 mi). Su curso comienza en la cordillera de Kyushu, y atraviesa Hitoyoshi, Kuma  y Yatsushiro antes de desembocar en el Mar de Yatsushiro.

## Eventos
El 4 de julio de 2020, las fuertes lluvias causaron inundaciones en la isla de Kyushu, en el sur de Japón. A las 5 AM hora local ( UTC + 9 ), la Agencia Meteorológica de Japón elevó su advertencia de fuertes lluvias a su nivel más alto de 3 en varias partes de las prefecturas, la primera vez que lo ha hecho en estas áreas. La Agencia Meteorológica de Japón declaró que la cantidad de lluvia fue récord para la región y nunca se había visto antes. La tasa de lluvia superó los 100 milímetros (3,9 plg) por hora.
A partir del 7 de julio de 2020, 56 personas han sido confirmadas muertas y aproximadamente una docena han sido reportadas como desaparecidas. Según Kyodo News, a 1.3 millones de personas se les ordenó evacuar sus hogares y hubo 12 eventos de deslizamientos de tierra diferentes. 
Catorce de los muertos eran residentes de una casa de ancianos inundada en Kuma, Kumamoto. El gobernador de Kumamoto, Ikuo Kabashima, declaró que los puntajes se quedaron varados después de que el barro y el agua de la inundación ingresaron a la casa de ancianos. Según un voluntario de rescate, cuando llegaron a la casa de ancianos, el agua todavía estaba en el primer piso. El personal de rescate logró rescatar a los residentes que habían llegado al segundo piso pero no pudieron alcanzar a los que quedaban debajo. Según el personal de la casa, despertaron a los residentes a las 5 de la mañana y los arrastraron escaleras arriba. En el primer piso, cuando entró agua en el edificio, colocaron a los residentes con sillas de ruedas encima de las mesas en el comedor. El personal no pudo rescatar a los residentes fallecidos después de que el agua entrara por las ventanas y los pacientes salieran flotando de las mesas.
Después de las lluvias durante la noche, las autoridades dieron instrucciones a más de 75,000 residentes para evacuar las prefecturas de Kumamoto y Kagoshima. 203.200 residentes recibieron instrucciones de refugiarse en el lugar y se abrieron 109 refugios en la región.

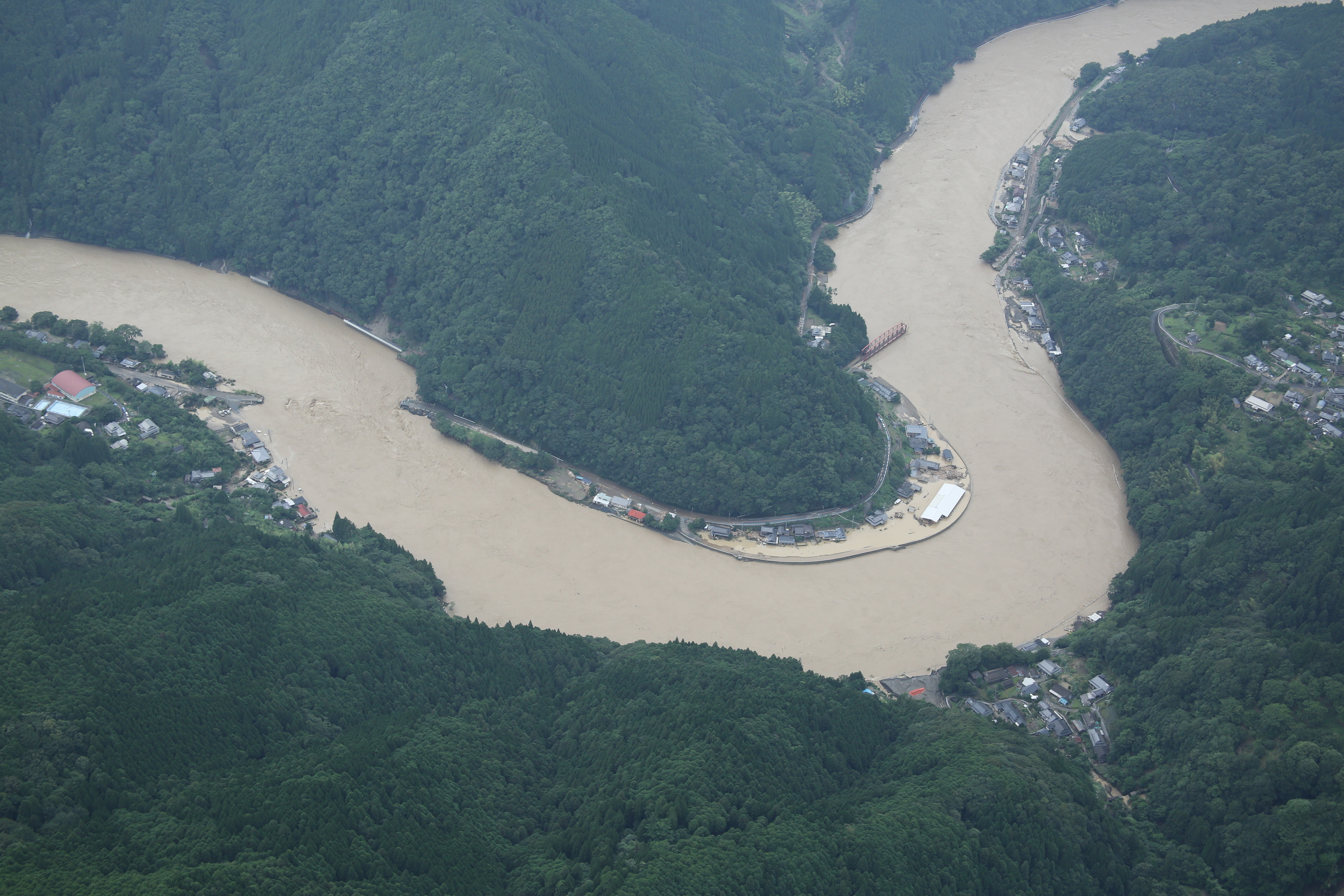
Puente de Kamase (izquierda) y Puente de ferrocarril de Kumagawa No.1 (derecha) fueron arrastrados por la corriente.

El río Kuma invadió su orilla en once lugares diferentes y rompió un dique. En Kuma, Kumamoto, los residentes varados fueron rescatados en helicóptero. Ocho casas fueron barridas en Ashikita, Kumamoto . En Tsunagi, Kumamoto, 2-3 personas fueron sacadas de un deslizamiento de tierra sin signos de vida. Según la Compañía de Energía Eléctrica de Kyushu, unas 8,000 casas quedaron sin electricidad en Kumamoto y Kagoshima. Se estima que otras 6.100 casas quedaron sumergidas y 11 puentes destruidos.
Se rompió un dique cerca de la ciudad de Hitoyoshi, normalmente conocida por sus aguas termales y paseos en bote, que fue inundada por el río Kuma. Los voluntarios de la asociación local de rafting en Hitoyoshi usaron sus balsas para rescatar a los residentes varados en la ciudad inundada. Al menos 17 personas en Hitoyoshi murieron.
En la mañana del 7 de julio, el río Chikugo se desbordó en Hita, leadingita, lo que llevó a las autoridades a emitir la alerta de más alto nivel para los residentes.

## Efectos
La inundación también ha interrumpido la actividad económica en Kyushu, una importante área de fabricación en Japón. Empresas como Toyota, Canon y Panasonic suspendieron temporalmente la producción en el área como medida de precaución para la seguridad de los empleados. Sin embargo, el secretario jefe del gabinete, Yoshihide Suga, en un comunicado el 6 de julio, dijo que no esperaba grandes interrupciones en la cadena de suministro.
Los evacuados y los funcionarios locales expresaron su preocupación con respecto al refugio de emergencia debido a la pandemia de enfermedad por coronavirus de 2019-2020 en curso. Se verificó la temperatura de los evacuados que llegaron a los refugios o se les pidió que fueran a otro lugar para mantener el distanciamiento social. Algunos evacuados optan por refugiarse en sus automóviles, mientras que otros se quedaron con amigos. Estas medidas siguen las recomendaciones creadas el mes anterior en junio, cuando los funcionarios del gobierno anticiparon un posible "doble desastre" de inundaciones y transmisión de enfermedades.

## Reacción gubernamental
El primer ministro Shinzo Abe ordenó la creación de una fuerza especial, envió a 10.000 soldados de las Fuerzas de Autodefensa de Japón a la zona y prometió rescatar a los desaparecidos. El 5 de julio de 2020, se informó que 40,000 tropas de autodefensa, infantería de marina de la Guardia Costera y bomberos fueron desplegados en la operación de rescate. El 7 de julio, el número de tropas SDF desplegadas se duplicó a 80,000
El 7 de julio, las autoridades japonesas advirtieron que se esperan más lluvias torrenciales en Kyushu.